# 台灣人權促進會
社團法人台灣人權促進會（英語：Taiwan Association for Human Rights），簡稱台權會、TAHR，成立於1984年12月10日（國際人權日），成立之初主要工作以救援政治犯、黑名單、爭取言論自由、保障集會結社自由、要求解除戒嚴、平反二二八等為主要工作。由於《人民團體法》的限制，以「台灣」為名的「社團法人」皆無法合法登記，直到1997年才於台北市政府社會局登記合法立案。
台權會除了關注國內人權議題，也是亞洲發展與人權論壇、國際人權聯盟、亞太難民權利網絡（APRRN）、集遊惡法修法聯盟、個人資料保護聯盟、經濟民主連合（前身為「兩岸協議監督聯盟」及「反黑箱服貿陣線」）、人權公約施行監督聯盟、臺灣廢除死刑推動聯盟等聯盟組織的成員。

## 組織宗旨
台權會成立之初，以爭取人民的政治權利與公民權為首要之務，尤其著重政治犯、死刑犯的救援、解除黑名單、要求保障人身、言論、集會遊行和結社等自由。1987年台灣解嚴之後，台權會完成「破除政治壓迫」的部份階段性目標後，則持續在司法人權上繼續努力。此階段重要的工作有救援蘇建和案。由於社會變遷，台權會目前工作除著重在司法人權改善，並監督政府是否不當濫權；如2005年中華民國內政部要求換發身分證者必須按捺指紋，後由司法院大法官判定違憲。
台權會關注多面向人權，目標是提升人權標準、建立及加強人權保護機制，及關懷所有人權受到威脅、侵害的個人、團體與社群，不論階級、地位、種族、性別、信仰、國籍或其他區別，並透過以下方法持續監督政府：
- 調查侵犯人權案件，提供協助，並代為要求救濟。
- 監測國家及強勢勢力可能侵犯人權的作為，並於必要時採取行動。
- 依據國際人權標準，評析國內憲法及法律，以推動修法、立法。
- 推廣人權理念及教育，培訓人權工作者。
- 與國外其他民間組織進行經驗交流、資源合作及彼此支援。

## 人權教育及出版品
台權會並持續推廣人權教育，透過《人權雜誌》（已停刊）、《TAHR報》及「人權培訓營」，培訓台灣在地人權工作者。台權會從1987年以來，每年出版《人權報告》，歷來人權報告關注議題包括：言論自由、集會結社、司法改革、監所改革、死刑制度、隱私權、同志性別人權、RCA污染案等（張子揚，參見「非政府組織與台灣人權發展」一文p9）

## 關注議題

### 集會遊行權
台權會自1980年代就長期關注台灣集會遊行權的保障，主張《集會遊行法》應從「許可制」修改為「報備制」。
- 2019年8月，台權會南部辦公室協助在台港人申請高雄火車站作為反送中的集會遊行場地，承辦人員告知因是政治性集會，依照《交通部臺灣鐵路管理局場地短期出借作業須知》的第六條第八項的規定，不予出借使用。2020年3月，台權會於高雄火車站召開記者會，擬向市政府提行政訴訟，以要求政府不應以集會遊行法的「許可制」，來限制人民言論及集會自由。[1]

### 網路自由與隱私
2019年10月18日，台灣人權促進會會長周宇修於第十屆總統文化獎頒獎典禮高喊「盡速通過《難民法》，拒絕晶片身分證，修改《集會遊行法》」。2019年11月22日，台灣人權促進會、台北律師公會、台灣同志諮詢熱線、台灣伴侶權益推動聯盟、婚姻平權大平台、婦女新知基金會、台灣守護民主平台、經濟民主連合、國會調查兵團、開放文化基金會、中華民國軟體自由協會等30個團體發布聯合聲明《我們拒絕晶片身分證！》，抨擊行政院罔顧正當程序、強行推動晶片身分證，呼籲行政院暫停晶片身分證決標印製案。

### 國際人權公約
台權會是兩公約施行監督聯盟（簡稱兩公約盟，現已改名為人權公約施行監督聯盟）的聯盟成員之一，該聯盟成立於2009年12月9日，主要任務在於監督政府是否有落實已國內法化的國際人權公約，第一任發起人是當時的國際特赦組織台灣分會理事長，同時也是台權會前會長的黃文雄。台權會是從2011年4月起至2016年6月間擔任兩公約盟秘書處（第二任召集人為高涌誠律師、第三任召集人為黃嵩立教授），這段期間台權會除了與各聯盟成員搭建監督平台，透過兩公約年度監督報告逐一檢視政府的落實情況之外，主要的倡議工作還包括兩公約的教育訓練，及出版實用工具書：⟪兩公約一般性意見⟫、⟪人權小撇步⟫，乃至於媒體投書，試圖讓不熟悉如何使用國際人權公約作為倡議和論述工具的NGO工作者、律師、教師、與一般公民，也能以兩公約當作憲法之外的人權保障訴求。但也有論者認為兩公約施行法本身有違憲之虞，甚至有政府官員不願意遵守兩公約的相關規範。
為因應兩公約施行法第六條所規定的人權報告制度，台權會作為兩公約盟的秘書處，開始研究聯合國人權公約報告制度的運作，並產出政策說帖，在2012年3月27日協調各聯盟成員會見副總統蕭萬長，成功地說服政府依照聯合國模式運作人權報告制度，自此成為其他國際人權公約報告制度的模型。
在擔任兩公約盟秘書處期間，曾一度改變年度人權報告的內容，在2012年出版民間第一本整合式的兩公約初次影子報告，並全部翻譯成英文，提交給兩公約初次國報告審查的10位專家委員參閱。

### 課綱政府資訊公開案
課綱微調案為2014年間由當時執政馬英九政府之教育部對高中語文及社會領域課綱進行調整，並接續引發一連串之社會運動，2016年蔡英文政府上任後，新任教育部長潘文忠宣布一系列包括廢止微調課綱之政策，令微調課綱之爭議暫時平息。
除了參與此運動中多數學者、老師、學生對於課綱微調之內容的批判外，台權會專注的重點則偏向程序的議題，以「政府資訊公開」制度之角度，對教育部在課綱微調案中資訊不公開之部分提起訴訟。
台權會於2014年起向教育部申請「十二年國民基本教育課程審議會」(簡稱課審會)做成課綱微調決議的相關會議資料，為教育部否准，因此向教育部提起訴訟，期間因相關資料由教育部與國教院職責分工而被分為對教育部與對國教院之訴訟分別進行。
2015年2月12日台北高等行政法院做成103年訴字第1627號判決，教育部應提供「十二年國民基本教育課程審議會」會議紀錄及記名投票單，教育部不服上訴後，最高行政法院發回更審，截至目前訴訟仍在台北高等行政法院進行中。
2016年4月30日台北高等行政法院做成103年訴字第1628號判決，教育部應提供「普通高級中學及職業學校課程綱要檢視工作報告」，其餘部分則駁回原告台權會之請求，台權會部分勝訴。

### 全民健康保險資料庫訴訟案
此為台權會在2012年中開啟之訴訟案，為數位時代涉及資料蒐集、利用的隱私爭論案例之一。
訴訟案的起因是健保署將所蒐集的人民健保資料，逕行開放給產業或學術機構進行研究，引發台權會、督保盟等公民團體質疑，認為利用方式既未經當事人同意，又與原始蒐集目的不符，希望可以行使個人資料保護法所保障的退出權，要求健保署不得將其資料提供做研究用途。
有關健保署將健保資料做學術或產業用途，可追溯至2000年；此外，自2009年開始，健保署也將健保資料庫定期提供給衛生福利部（當時為衛生署）及部分大學之醫學系（院）所，協助其建立「健康資料加值應用協作中心」（現已更名為「衛生福利資料科學中心」）及分中心，透過連結其他如戶籍、社會福利、出生死亡檔等資料庫，擴大健保資料庫的應用範圍。
此案從2012年中開啟訴訟至今，因法院關注重點的移轉，相關爭點已由最初的個人是否具退出權，移轉至資料庫的資料是否已去識別化。健保署及衛福部引用法務部觀點，認為資料既已去識別，即非個資，無個資法的適用；民間團體則主張，在數位時代，資料是否可能去識別化，除須現地勘驗外，亦尚無統一標準，此外，去識別化的動作本身也應算是資料處理一環，而該受到個資法的規範。
2017年1月，全案敗訴定讞。台灣人權促進會等當事人，已經委託律師在2017年底，正式向司法院大法官提出「釋憲」申請。2022年8月12日，憲法法庭以111年憲判字第13號判決，宣告個資法第6條第1項但書第4款允許特定目的外使用之規定合憲，但針對個資法缺乏獨立監督機制部分，以警告性違憲要求相關機關改善，並就健保資料之目的外使用無退出機制部分，要求有關機關3年內改善之。

## 組織合作
2019年3月18日，台灣人權促進會與其他學者、公民運動者共同組成台灣公民陣線。

## 歷任會長
| 屆數     | 姓名   |
| -------- | ------ |
| 第一任   | 江鵬堅 |
| 第二任   | 陳永興 |
| 第三任   | 李勝雄 |
| 第四任   | 鄭欽仁 |
| 第五任   | 施明德 |
| 第六任   | 陳菊   |
| 第七任   | 邱晃泉 |
| 第八任   | 黃文雄 |
| 第九任   | 林峰正 |
| 第十任   | 魏千峰 |
| 第十一任 | 吳豪人 |
| 第十二任 | 劉靜怡 |
| 第十三任 | 林佳範 |
| 第十四任 | 賴中強 |
| 第十五任 | 顧立雄 |
| 第十六任 | 邱顯智 |
| 第十七任 | 邱毓斌 |
| 第十八任 | 翁國彥 |
| 第十九任 | 周宇修 |
| 第二十任 | 予尹   |

## 外部連結
- 台灣人權促進會 （页面存档备份，存于）
- 台灣人權促進會 Taiwan Association for Human Rights的Facebook專頁
- Taiwan Association for Human Rights的X（前Twitter）
- 台灣人權促進會（TAHR）的Instagram帳戶
- YouTube上的台灣人權促進會 Taiwan Association for Human Rights頻道
- 台權會數位典藏網站 （页面存档备份，存于）
- 台權會30週年專輯及大事記年表 （页面存档备份，存于）
- 台權會25週年紀念專輯及大事記年表 （页面存档备份，存于）